# Ali Tufan Kıraç
Ali Tufan Kıraç (født 17. juni 1972 i Goksan, Kahramanmaraş) er en Tyrkisk rocksanger.

## Diskografi
- Deli Düş (1998)
- Bir Garip Aşk Bestesi (2000)
- Sevgiliye (2001)
- Zaman (2001)
- "Zerda" Soundtrack (2003)
- Bir İstanbul Masalı, soundtrack (2004)
- Kayip Şehir (2004)
- Aliye, soundtrack (2005)
- Benim Yolum (2007)
- Garbiyeli (2009)
- Yolcu (2009)

| Sanger | Spire Denne sangerartikel er en spire som bør udbygges. Du er velkommen til at hjælpe Wikipedia ved at udvide den. | Biografi || Autoritetsdata | - WorldCat - VIAF: 281641044 - LCCN: n2012073154 - ISNI: 0000 0004 6241 0400 - MusicBrainz: 34413395-216c-46ea-94cf-aae4f0d19a47 |